# Rue du Thier-à-Liège
La rue du Thier-à-Liège est une rue faisant partie du quartier administratif de Thier-à-Liège à Liège en Belgique.

## Odonymie

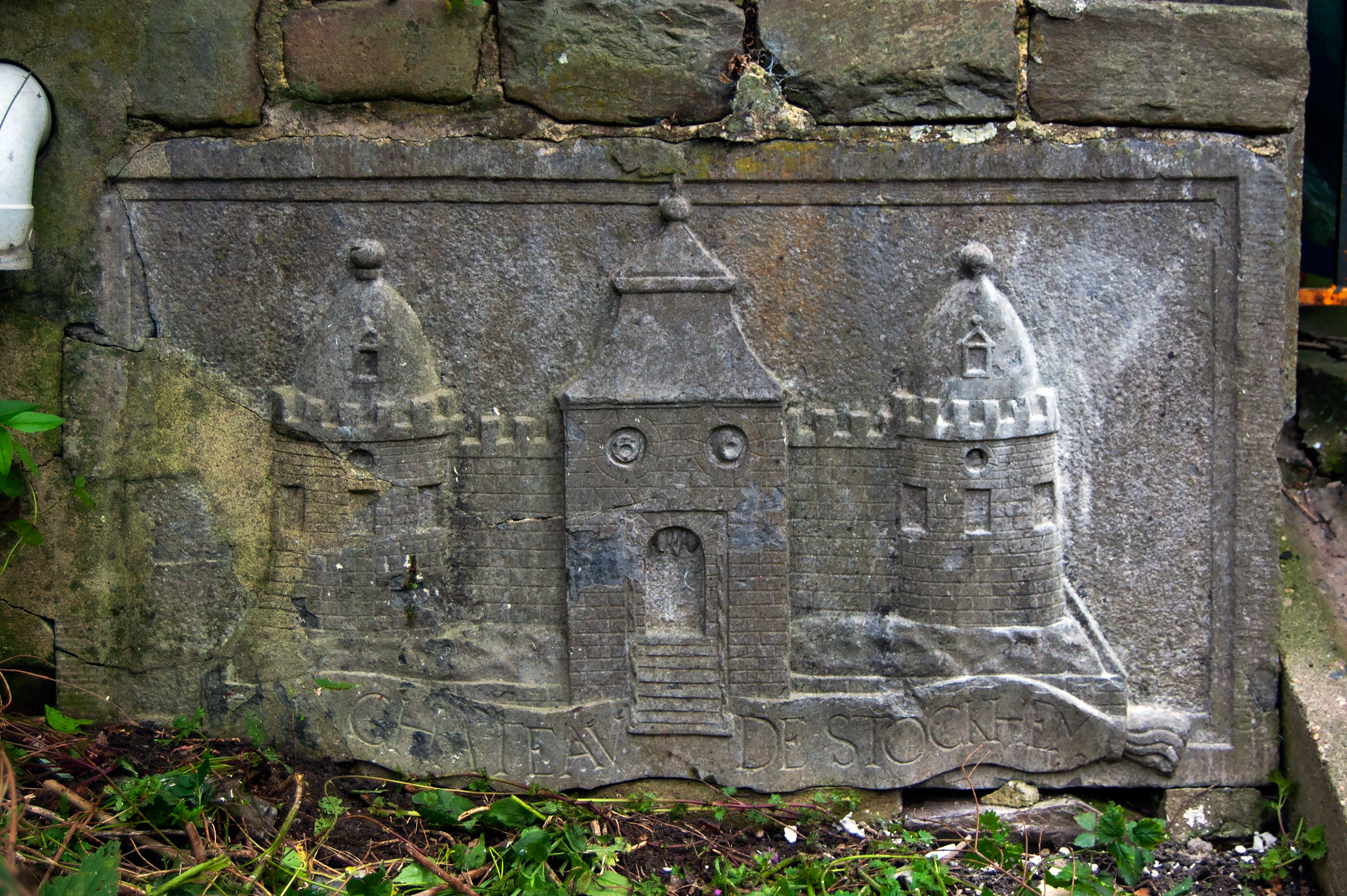
Enseigne Au Château de Stockhem.

La rue fait référence au quartier dans lequel elle se situe, Thier-à-Liège.

## Description
Dans le muret du jardin du no 95 se trouve l'enseigne en pierre sculptée Au Château de Stockhem, provenant de la façade d'une maison ayant appartenu à la famille de Stockhem située à l'origine rue de Bex, démolie lors des transformations du quartier de la Madeleine suscités par le percement de la rue Léopold au XIXe siècle.

## Voies adjacentes
- Boulevard Hector Denis
- Boulevard Ernest Solvay
- Rue Hennequin
- Rue du Géron
- Rue Fond des Tawes